# Vol Iran Air Tours 956
Le vol Iran Air Tours 956 était un vol régulier de la compagnie aérienne iranienne Iran Air Tours, dont l'appareil, un Tupolev Tu-154, s'est écrasé contre les montagnes de Sefid Kooh (en), à 9100 pieds d'altitude lors de son approche de Khorramabad en Iran le 12 février 2002.
Les 119 occupants du Tupolev Tu-154 sont décédés dans la catastrophe. L'accident serait en partie lié aux conditions météorologiques exécrables qui régnaient sur la zone ce jour-là.

## Déroulement des faits

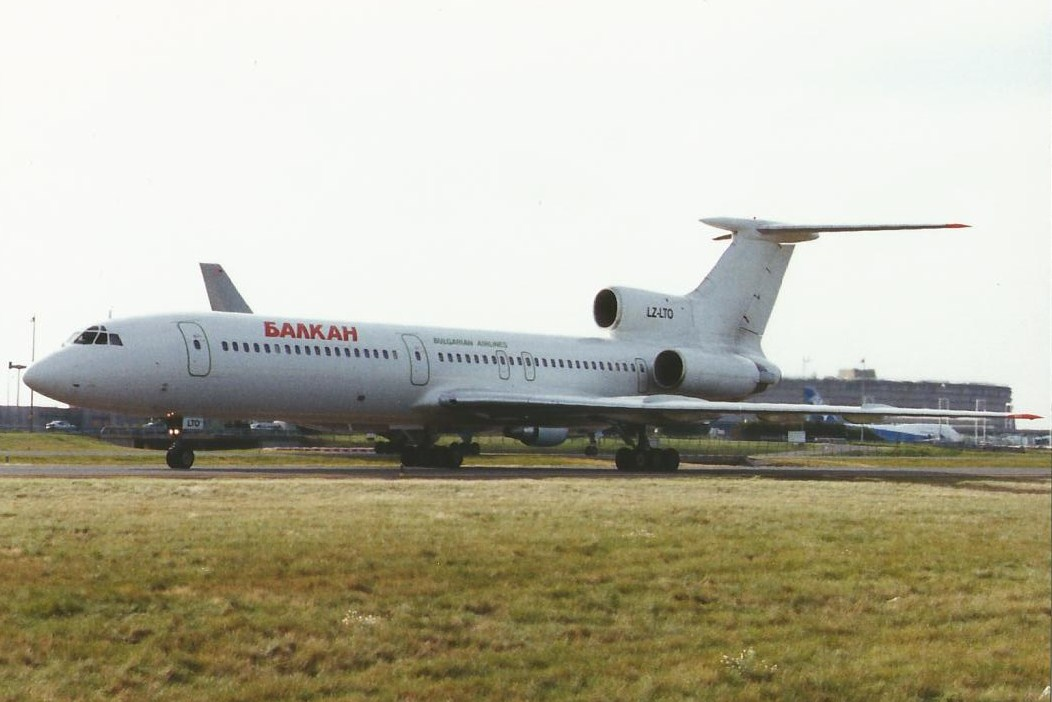
L'appareil impliqué dans l'accident, alors en service pour Balkan Bulgarian Airlines.

Le Tupolev-154 se rendait à Khorramabad quand il s'est écrasé dans les montagnes près de cette ville située à environ 375km au sud-ouest de la capitale iranienne.
Le Tu-154 a quitté Téhéran à 7h30 à destination de Khorramabad. Des habitants d'un village près de Khorramabad ont entendu une "énorme explosion" et ont vu du feu après le crash du Tupolev.